# 금융 안정 포럼
금융안정포럼(Financial Stability Forum, FSF)은 1998년 세계 금융시장을 안정시키기 위해 설립한 기구이다. 한편 2009.4.2일 런던에서 개최된 G-20 정상회의에서 금융안정포럼(FSF: Financial Stability Forum)을 금융안정위원회(FSB: Financial Stability Board)로 확대･개편하기로 합의하였다.

## 설립
아시아 금융위기 이후 G-7국가들이 금융위기의 예방 및 이에 대한 효과적인 대처방안을 모색하면서 1998.10월 당시 G-7 의장국인 독일에게 국제금융체제에 대한 감시, 감독기능 강화방안을 마련해 줄 것을 요구하였고 이에 독일연방은행의 티트마이어(Hans Tietmeyer) 총재가 동 포럼을 제안하고 G-7국가들이 이를 받아들이에 따라 1999.4월 제1차 회의를 워싱턴에서 개최하였다. 초대의장으로는 당시 BIS 사무총장이었던 크로켓(Andrew Crokett)이 임명되었다.

## 주요역할
국제금융안정의 촉진, 금융시장의 기능개선, 금융충격의 국가간 전이 완화 등을 위해 다음과 같은 역할을 수행한다.
- 국제금융시스템에 영향을 미치는 취약성 요소에 대한 평가
- 국제금융시스템상의 취약성 해소를 위한 대책의 강구 및 감독
- 금융안정을 책임지고 있는 관계기관간의 조정 및 정보교환 촉진

## 회원국
최초 회원국은 G-7 및 호주, 네덜란드, 홍콩, 싱가포르, 스위스 등 12개국이었으나 2009년 3월 13일 FSF가 11∼12일 런던총회를 열어 G-20(주요 20개국) 국가 가운데 회원국이 아니었던 한국, 브라질, 러시아, 인도, 중국, 멕시코, 사우디아라비아, 남아프리카공화국, 터키, 아르헨티나, 인도네시아 등 11개국과 스페인, 유럽 위원회 등 모두 13곳을 신규 회원으로 받아들이기로 함에 따라 현재는 25개국이 되었다. (한국, 금융안정포럼 회원국 되다)
<기존 회원국>
- 캐나다 *독일 *이탈리아 *미국 *영국 *프랑스 *일본 *오스트레일리아 *네덜란드 *스위스 *홍콩 *싱가포르

<신규 회원국>
- 대한민국 *브라질 *러시아 *인도 *중국 *멕시코 *스페인 *사우디아라비아 *남아프리카 공화국 *터키 *아르헨티나 *인도네시아 *유럽 위원회

## 회의 개최
회원기관 전체회의(plenary meeting)가 연 2회 개최되며, 회원국과 비회원국간 상호 의견교환을 위한 지역회의(regional meeting)를 라틴아메리카, 아태지역 및 중동부유럽으로 나누어서 개최한다. 우리나라는 아태지역회의에 참석한다.

## 같이 보기
- 조세 피난처